# Méras
Méras est une commune française, située dans le nord du département de l'Ariège en région Occitanie. Sur le plan historique et culturel, la commune fait partie du Pédaguès, ancienne appellation remplacée au XXIe siècle par la dénomination géographique de Terrefort ariégeois, constitué des terreforts de Pamiers et de Saverdun, sur la rive gauche de l'Ariège.
Exposée à un climat océanique altéré, elle est drainée par le Camedon, le ruisseau de Latour et par divers autres petits cours d'eau.
Méras est une commune rurale qui compte 97 habitants en 2022, après avoir connu une forte hausse de la population depuis 1975. Ses habitants sont appelés les Mérasiens ou Mérasiennes.

## Géographie

### Localisation
La commune de Méras se trouve dans le département de l'Ariège, en région Occitanie.
Elle se situe à 34 km à vol d'oiseau de Foix, préfecture du département, à 26 km de Saint-Girons, sous-préfecture, et à 11 km de Lézat-sur-Lèze, bureau centralisateur du canton d'Arize-Lèze dont dépend la commune depuis 2015 pour les élections départementales.
La commune fait en outre partie du bassin de vie de Montesquieu-Volvestre.
Les communes les plus proches sont : 
Castex (1,8 km), Loubaut (2,2 km), Sieuras (2,2 km), Lapeyrère (2,7 km), Latour (3,2 km), La Bastide-de-Besplas (3,4 km), Canens (4,0 km), Daumazan-sur-Arize (4,3 km).
Sur le plan historique et culturel, Méras fait partie du Pédaguès, ou Podaguès, ancienne appellation remplacée au XXIe siècle par la dénomination géographique de Terrefort ariégeois, constitué des terreforts de Pamiers et de Saverdun, sur la rive gauche de l'Ariège.
Méras est limitrophe de six autres communes dont deux dans le département de la Haute-Garonne.

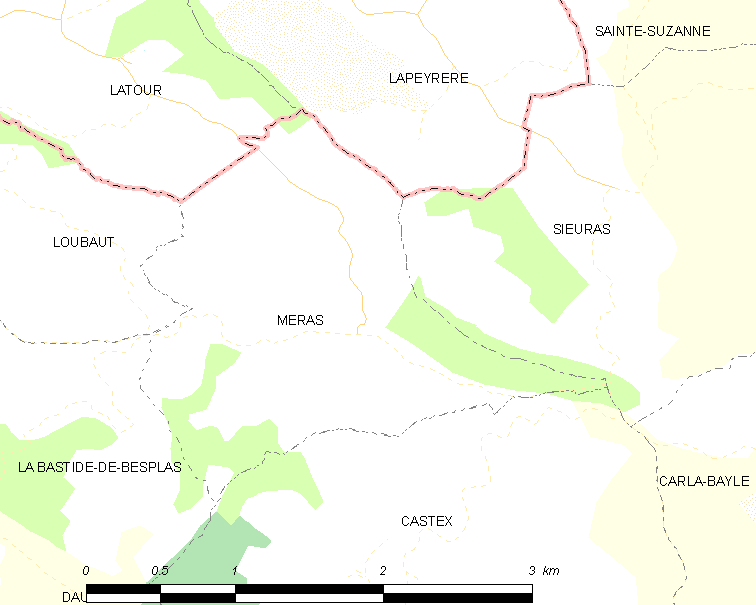
Carte de la commune de Méras et de ses proches communes.

| Latour (Haute-Garonne) | Lapeyrère (Haute-Garonne) |         |
| Loubaut                | Méras                     | Sieuras |
| La Bastide-de-Besplas  | Castex                    |         |

Commune située dans le massif du Plantaurel en Volvestre. C'est une commune limitrophe avec le département de la Haute-Garonne.

### Géologie et relief
La commune est située dans le Bassin aquitain, le deuxième plus grand bassin sédimentaire de la France après le Bassin parisien. Les terrains affleurants sur le territoire communal sont constitués de roches sédimentaires datant du Cénozoïque, l'ère géologique la plus récente sur l'échelle des temps géologiques, débutant il y a 66 millions d'années. La structure détaillée des couches affleurantes est décrite dans la feuille « n°1056 - Le Mas d'Azil » de la carte géologique harmonisée au 1/50 000ème du département de l'Ariège, et sa notice associée.
La superficie cadastrale de la commune publiée par l’Insee, qui sert de références dans toutes les statistiques, est de 3,69 km2,. La superficie géographique, issue de la BD Topo, composante du Référentiel à grande échelle produit par l'IGN, est quant à elle de 3,66 km2.  L'altitude du territoire varie entre 264 m et 395 m.

### Hydrographie

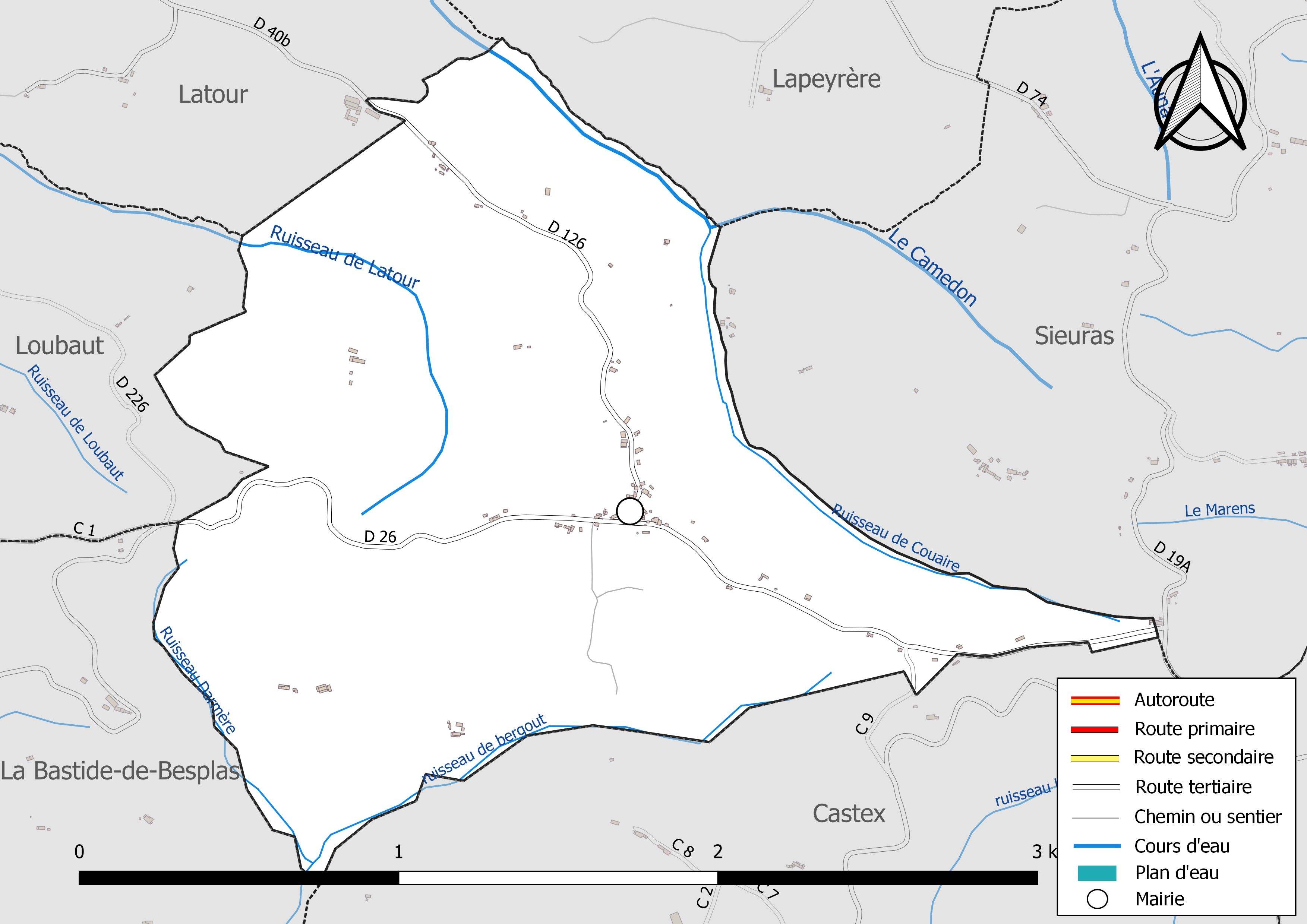
Réseaux hydrographique et routier de Méras.

La commune est dans le bassin versant de la Garonne, au sein du bassin hydrographique Adour-Garonne. Elle est drainée par le Camedon, le ruisseau de Latour, le ruisseau Darmère, le ruisseau de bergout et le ruisseau de Couaire, constituant un réseau hydrographique de 6 km de longueur totale,.
Le Camedon, d'une longueur totale de 16,7 km, prend sa source dans la commune de Sieuras et s'écoule du sud-est vers le nord-ouest. Il traverse la commune et se jette dans l'Arize à Rieux-Volvestre, après avoir traversé 8 communes.

### Climat
Pour des articles plus généraux, voir Climat de l'Occitanie et Climat de l'Ariège.
En 2010, le climat de la commune est de type climat océanique altéré, selon une étude s'appuyant sur une série de données couvrant la période 1971-2000. En 2020, Météo-France publie une typologie des climats de la France métropolitaine dans laquelle la commune est exposée à un climat de montagne et est dans la région climatique Pyrénées centrales, caractérisée par une pluviométrie annuelle de 1 000 à 1 200 mm.
Pour la période 1971-2000, la température annuelle moyenne est de 12,6 °C, avec une amplitude thermique annuelle de 15,4 °C. Le cumul annuel moyen de précipitations est de 842 mm, avec 9,2 jours de précipitations en janvier et 5,9 jours en juillet. Pour la période 1991-2020, la température moyenne annuelle observée sur la station météorologique la plus proche, située sur la commune de Saint-Ybars à 9 km à vol d'oiseau, est de 13,6 °C et le cumul annuel moyen de précipitations est de 796,5 mm,. Pour l'avenir, les paramètres climatiques de la commune estimés pour 2050 selon différents scénarios d'émission de gaz à effet de serre sont consultables sur un site dédié publié par Météo-France en novembre 2022.

### Milieux naturels et biodiversité
Aucun espace naturel présentant un intérêt patrimonial n'est recensé sur la commune dans l'inventaire national du patrimoine naturel,,.

## Urbanisme

### Typologie
Au 1er janvier 2024, Méras est catégorisée commune rurale à habitat très dispersé, selon la nouvelle grille communale de densité à 7 niveaux définie par l'Insee en 2022.
Elle est située hors unité urbaine et hors attraction des villes,.

### Occupation des sols
L'occupation des sols de la commune, telle qu'elle ressort de la base de données européenne d’occupation biophysique des sols Corine Land Cover (CLC), est marquée par l'importance des territoires agricoles (83,5 % en 2018), une proportion identique à celle de 1990 (83,5 %). La répartition détaillée en 2018 est la suivante : 
prairies (82,5 %), forêts (16,5 %), zones agricoles hétérogènes (1 %). L'évolution de l’occupation des sols de la commune et de ses infrastructures peut être observée sur les différentes représentations cartographiques du territoire : la carte de Cassini (XVIIIe siècle), la carte d'état-major (1820-1866) et les cartes ou photos aériennes de l'IGN pour la période actuelle (1950 à aujourd'hui).

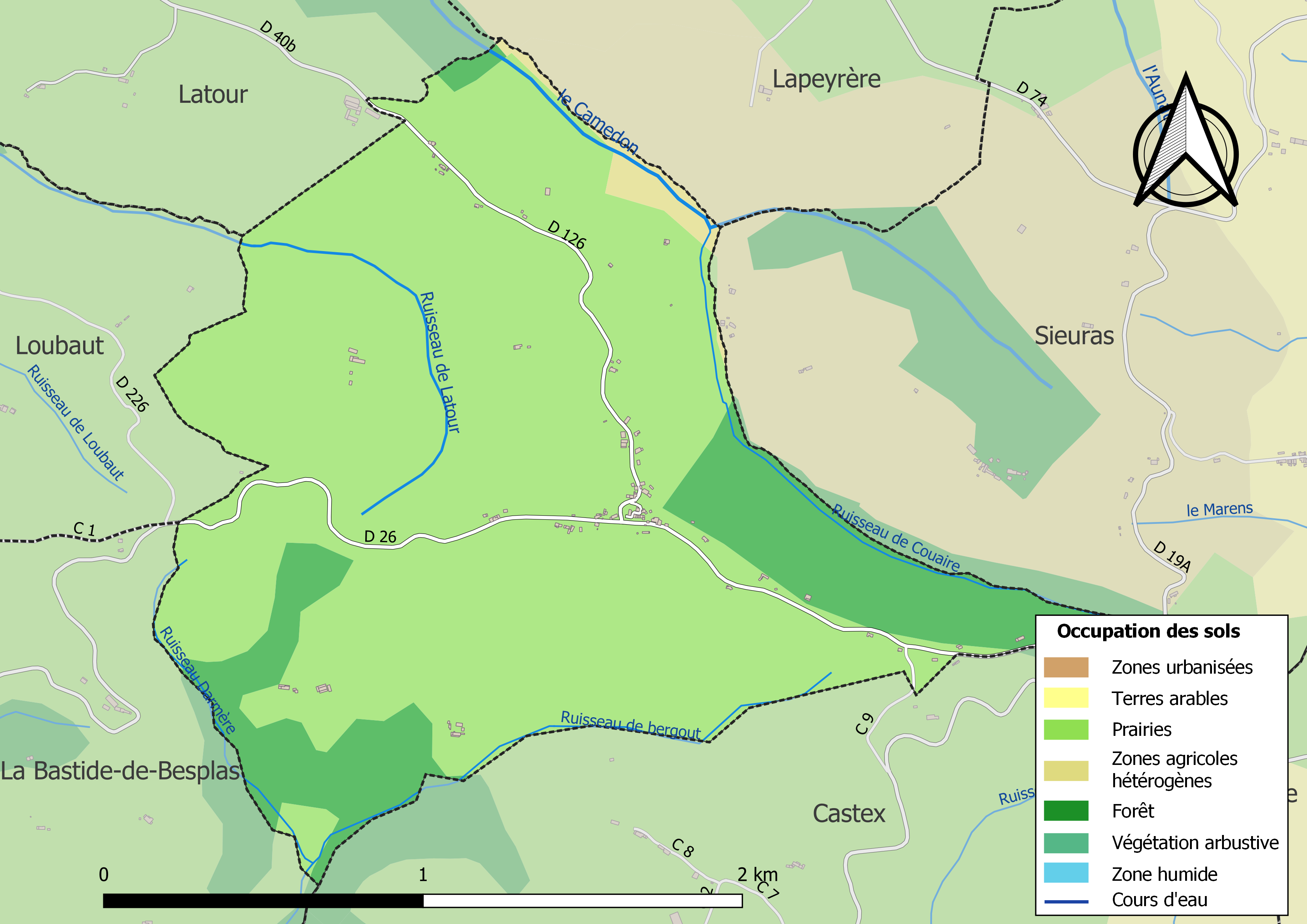
Carte des infrastructures et de l'occupation des sols de la commune en 2018 (CLC).

### Habitat et logement
En 2018, le nombre total de logements dans la commune était de 59, alors qu'il était de 47 en 2013 et de 39 en 2008.
Parmi ces logements, 78,4 % étaient des résidences principales, 13,8 % des résidences secondaires et 7,9 % des logements vacants. Ces logements étaient pour 94,5 % d'entre eux des maisons individuelles et pour 3,6 % des appartements.
Le tableau ci-dessous présente la typologie des logements à Méras en 2018 en comparaison avec celle de l'Ariège et de la France entière. Une caractéristique marquante du parc de logements est ainsi une proportion de résidences secondaires et logements occasionnels (13,8 %) inférieure à celle du département (24,6 %) mais supérieure à celle de la France entière (9,7 %). Concernant le statut d'occupation de ces logements, 74,4 % des habitants de la commune sont propriétaires de leur logement (76,3 % en 2013), contre 66,3 % pour l'Ariège et 57,5 % pour la France entière.
| Typologie                                               | Méras | Ariège | France entière |
| ------------------------------------------------------- | ----- | ------ | -------------- |
| Résidences principales (en %)                           | 78,4  | 65,7   | 82,1           |
| Résidences secondaires et logements occasionnels (en %) | 13,8  | 24,6   | 9,7            |
| Logements vacants (en %)                                | 7,9   | 9,7    | 8,2            |

### Voies de communication et transports
Accès par la D 628 (ancienne route nationale 628) jusqu'à La Bastide-de-Besplas, puis prendre la route D 26.

### Risques majeurs

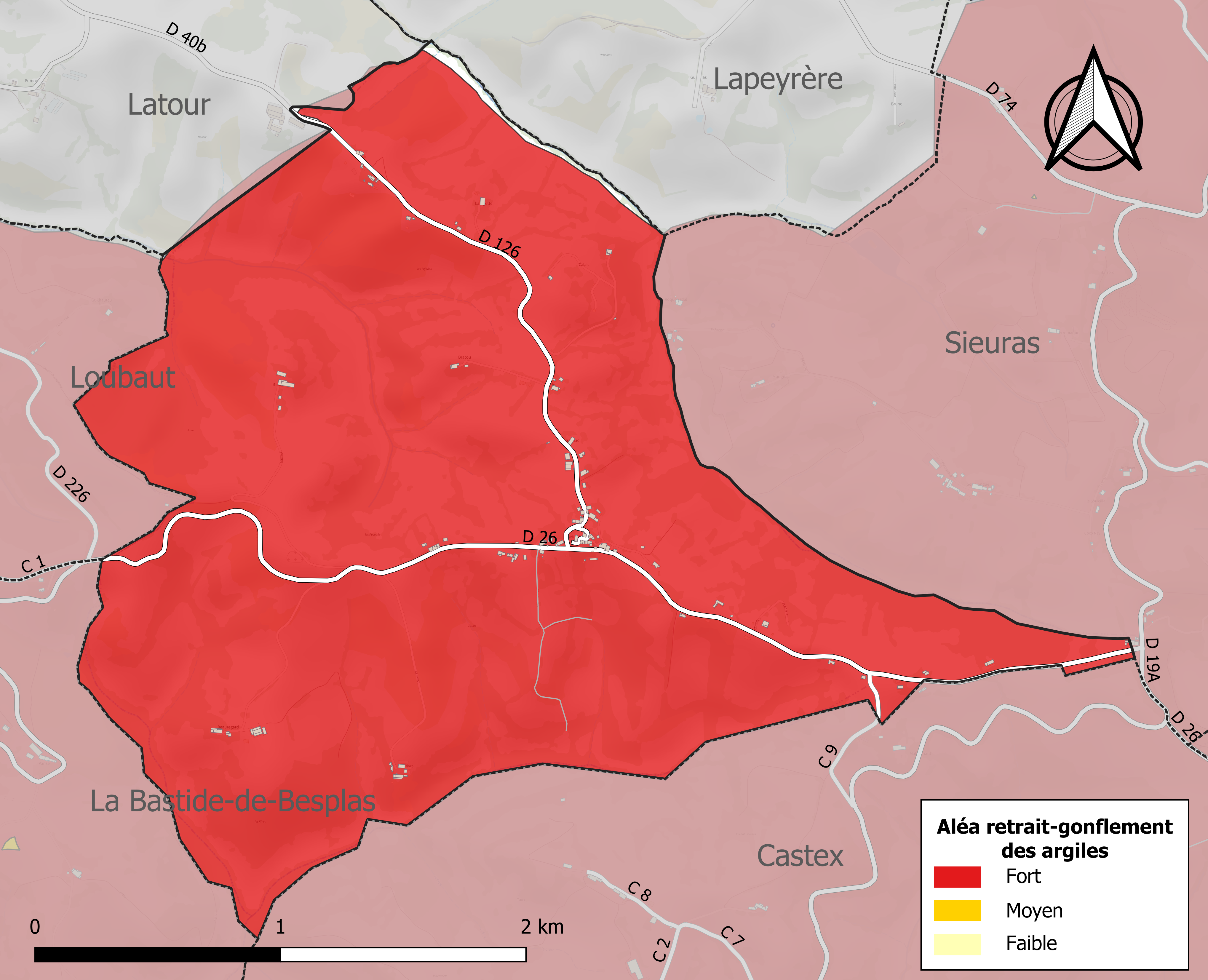
Zonage de l'aléa retrait-gonflement des argiles sur la commune de Méras.

Le territoire de la commune de Méras est vulnérable à différents aléas naturels : inondations, climatiques (grand froid ou canicule), feux de forêts, mouvements de terrains et séisme (sismicité faible),.
Certaines parties du territoire communal sont susceptibles d’être affectées par le risque d’inondation par crue torrentielle d'un cours d'eau, ou ruissellement d'un versant.
Les mouvements de terrains susceptibles de se produire sur la commune sont soit des glissements de terrains soit des mouvements liés au retrait-gonflement des argiles. Près de 50 % de la superficie du département est concernée par l'aléa retrait-gonflement des argiles, dont la commune de Méras. L'inventaire national des cavités souterraines permet par ailleurs de localiser celles situées sur la commune.

## Histoire
Un château figure dans le dénombrement du comté de Foix de 1263.
À partir du Moyen Âge jusqu'à sa disparition en 1790 pendant la Révolution française, Méras faisait partie du diocèse de Rieux.
Entre Lézat-sur-Lèze et Méras, on pouvait croiser encore dans les années 1960 des troupeaux de plusieurs centaines de dindons bleus de l'Ariège, une race locale en risque de disparition, qui côtoyaient des dindons noirs du Gers. Ils étaient amené à pied sur les marchés locaux, conduits en troupeaux. Il périclita ensuite. Il est permis de penser que les deux volatiles figurant sur le blason du village ne sont peut être pas des merlettes...

## Politique et administration

### Découpage territorial
La commune de Méras est membre de la communauté de communes Arize Lèze, un établissement public de coopération intercommunale (EPCI) à fiscalité propre créé le 30 octobre 2016 dont le siège est à Le Fossat. Ce dernier est par ailleurs membre d'autres groupements intercommunaux.
Sur le plan administratif, elle est rattachée à l'arrondissement de Saint-Girons, au département de l'Ariège, en tant que circonscription administrative de l'État, et à la région Occitanie.
Sur le plan électoral, elle dépend du canton d'Arize-Lèze pour l'élection des conseillers départementaux, depuis le redécoupage cantonal de 2014 entré en vigueur en 2015, et de la deuxième circonscription de l'Ariège  pour les élections législatives, depuis le redécoupage électoral de 1986.

### Administration municipale
Le nombre d'habitants au recensement de 2011 étant compris entre 0 et 99, le nombre de membres du conseil municipal pour l'élection de 2014 est de sept,.

### Liste des maires
| Période                                  | Période      | Identité        | Étiquette | Qualité   |
| ---------------------------------------- | ------------ | --------------- | --------- | --------- |
|                                          |              | Justin Descuns  |           |           |
| mars 1959                                | 1971         | Marcel Descuns  |           |           |
| mars 1971                                | 1997 (décès) | René Raymond    |           |           |
| mars 2001                                | En cours     | Lyliane Descuns | PS        | Retraitée |
| Les données manquantes sont à compléter. |              |                 |           |           |

## Population et société

### Démographie
| 1793 | 1800 | 1806 | 1821 | 1831 | 1836 | 1841 | 1846 | 1851 |
| ---- | ---- | ---- | ---- | ---- | ---- | ---- | ---- | ---- |
| 131  | 135  | 139  | 133  | 158  | 140  | 154  | 158  | 160  |

| 1856 | 1861 | 1866 | 1872 | 1876 | 1881 | 1886 | 1891 | 1896 |
| ---- | ---- | ---- | ---- | ---- | ---- | ---- | ---- | ---- |
| 180  | 180  | 185  | 171  | 189  | 162  | 168  | 150  | 140  |

| 1901 | 1906 | 1911 | 1921 | 1926 | 1931 | 1936 | 1946 | 1954 |
| ---- | ---- | ---- | ---- | ---- | ---- | ---- | ---- | ---- |
| 129  | 123  | 127  | 106  | 104  | 88   | 84   | 87   | 82   |

| 1962 | 1968 | 1975 | 1982 | 1990 | 1999 | 2005 | 2006 | 2010 |
| ---- | ---- | ---- | ---- | ---- | ---- | ---- | ---- | ---- |
| 67   | 71   | 73   | 63   | 45   | 61   | 75   | 75   | 97   |

| 2015 | 2020 | 2022 | - | - | - | - | - | - |
| ---- | ---- | ---- | - | - | - | - | - | - |
| 104  | 101  | 97   | - | - | - | - | - | - |

### Enseignement
Méras fait partie de l'académie de Toulouse.

### Écologie et recyclage
La collecte et le traitement des déchets des ménages et des déchets assimilés ainsi que la protection et la mise en valeur de l'environnement se font dans le cadre de la communauté de communes de l'Arize.

## Économie

### Emploi
| Division       | 2008   | 2013   | 2018   |
| -------------- | ------ | ------ | ------ |
| Commune        | 14,8 % | 14,1 % | 11,3 % |
| Département    | 8,9 %  | 11,1 % | 11,2 % |
| France entière | 8,3 %  | 10 %   | 10 %   |

En 2018, la population âgée de 15 à 64 ans s'élève à 66 personnes, parmi lesquelles on compte 72,7 % d'actifs (61,4 % ayant un emploi et 11,3 % de chômeurs) et 27,3 % d'inactifs,. Depuis 2008, le taux de chômage communal (au sens du recensement) des 15-64 ans est supérieur à celui de la France et du département.
La commune est hors attraction des villes,. Elle compte 15 emplois en 2018, contre 14 en 2013 et 10 en 2008. Le nombre d'actifs ayant un emploi résidant dans la commune est de 41, soit un indicateur de concentration d'emploi de 36,4 % et un taux d'activité parmi les 15 ans ou plus de 54,3 %.
Sur ces 41 actifs de 15 ans ou plus ayant un emploi, 13 travaillent dans la commune, soit 32 % des habitants. Pour se rendre au travail, 71,1 % des habitants utilisent un véhicule personnel ou de fonction à quatre roues, 13,1 % s'y rendent en deux-roues, à vélo ou à pied et 15,8 % n'ont pas besoin de transport (travail au domicile).

### Activités hors agriculture
5 établissements sont implantés  à Méras au 31 décembre 2019.
Le secteur des autres activités de services est prépondérant sur la commune puisqu'il représente 40 % du nombre total d'établissements de la commune (2 sur les 5 entreprises implantées  à Méras), contre 8,8 % au niveau départemental.

### Agriculture
|                                   | 1988 | 2000 | 2010 |
| --------------------------------- | ---- | ---- | ---- |
| Exploitations                     | 9    | 4    | 5    |
| Superficie agricole utilisée (ha) | 126  | 232  | 150  |

La commune fait partie de la petite région agricole dénommée « Coteaux de l'Ariège ». En 2010, l'orientation technico-économique de l'agriculture  sur la commune est l'élevage d'ovins et de caprins. Cinq exploitations agricoles ayant leur siège dans la commune sont dénombrées lors du recensement agricole de 2010 (neuf en 1988). La superficie agricole utilisée est de 150 ha.

## Culture locale et patrimoine

### Lieux et bâtiments
- Église Saint-Martin commencée en 1633, agrandie en 1863. Clocher refait en 1927.

### Personnalités liées à la commune
- Jacques de Castet-Laboulbène (1896-1979), aviateur et Résistant, mort à Méras.

### Héraldique
| Blason | Blasonnement : D’azur à la barre d'or accompagnée de deux merlettes du même. |

## Pour approfondir